# João Rebelo
Pour les articles homonymes, voir Rebelo.
João de Jesús Rebelo (né le 31 janvier 1920 à Lisbonne et mort le 12 mai 1975 à Sintra) est un coureur cycliste portugais. En 1945, il devient le premier Portugais à remporter une étape du Tour d'Espagne.

## Palmarès

### Par année
- 1942
  - Circuit de Sintra
  - 3e du championnat du Portugal sur route
  - 3e du Circuit de Malveira
- 1943
  -  Champion du Portugal sur route
- 1944
  -  Champion du Portugal sur route
- 1945
  -  Champion du Portugal sur route
  - 13e et 15e étapes du Tour d'Espagne
  - 6e du Tour d'Espagne
- 1946
  - 7e et 10e étapes du Tour du Portugal
  - 3e du Tour du Portugal
  - 10e du Tour d'Espagne
- 1947
  -  Champion du Portugal sur route
  - Circuit de Ribatejo
  - 2e du Tour du Portugal
- 1948
  -  Champion du Portugal sur route
  - 5e étape du Tour du Portugal
  - 3e du Tour du Portugal
- 1949
  - 2e du championnat du Portugal sur route
- 1952
  - 4eb étape du Tour du Portugal (contre-la-montre)

## Résultats sur les grands tours

### Tour d'Espagne
2 participations
- 1945 : 6e, vainqueur des 13e et 15e étapes
- 1946 : 10e